# 歐維·艾勒森
歐維·艾勒森（丹麥語：Ove Eilertsen，?—），是丹麥已退役男子羽球運動員。
1955年，歐維·艾勒森代表丹麥參加第三屆湯姆斯盃並獲得亞軍。在決賽對陣馬來亞的比賽中，他與歐利·梅爾兹搭檔出賽兩點雙打，分別以9-15、3-15輸給陳仁勇/林祺芳組合，和8-15、1-15輸給王保林/黃德福組合。
此前，艾勒森曾參加1952年全英羽球錦標賽男子單打項目，他在四分之一決賽中輸給以7-15、0-15輸給後來獲得亞軍的莊友明。